# Fröskogs landskommun
Fröskogs landskommun var en tidigare kommun i Älvsborgs län.

## Administrativ historik
Kommunen inrättades i Fröskogs socken i Tössbo härad i Dalsland när 1862 års kommunalförordningar trädde i kraft den 1 januari 1863.
Vid kommunreformen 1952 uppgick den i Tössbo landskommun som 1971 uppgick i Åmåls kommun.

## Politik

### Mandatfördelning i Fröskogs landskommun 1938-1946
| 12 | 2 | 1 | 4 |

| 19 |

| 12 | 2 | 1 | 4 |

| 18 |

| 5 | 6 | 4 | 1 | 3 |

| 19 |